# 盧懿杏
盧懿杏，MH（原名：盧懿行），前任香港中西區區議會西營盤選區議員，香港執業律師，民主建港協進聯盟中西區支部副主席、民建聯中央委員會委員。

## 簡介
曾在2003年香港區議會選舉在黃大仙區慈雲西選區參選，但落敗。
2007年香港區議會選舉在中西區西營盤選區參選，成功當選區議員。
2011年香港區議會選舉時為35歲，成功連任區議員。
2019年香港區議會選舉，盧放棄連任，黨友劉天正代她出戰，對撼獨立民主派黃永志，結果劉以超過500票之差被黃擊敗，使民建聯失去西營盤選區的議席。

## 外部連結
| 前任： 黎國雄 | 中西區區議會西營盤選區 2008年—2019年 | 繼任： 黃永志 |

1. ↑  憲報號外第19卷第40期，香港政府